# Setbacks
Setbacks è il primo album in studio del rapper statunitense Schoolboy Q, pubblicato nel 2011.

## Tracce
1. Figg Get Da Money – 3:59
2. Kamikaze – 4:03
3. LigHt Years Ahead (Sky High) (featuring Kendrick Lamar) – 4:11
4. WHat's THa Word (featuring Jay Rock) – 3:51
5. #BETIGOTSUMWEED – 4:55
6. Druggys Wit Hoes (featuring Ab-Soul) – 3:50
7. Cycle – 4:09
8. To THa Beat (F'd Up) – 3:47
9. Crazy – 3:06
10. PHenomenon (featuring Alori Joh) – 5:01
11. Situations – 4:24
12. Fantasy (featuring Jhené Aiko) – 4:27
13. I'm Good (featuring BJ the Chicago Kid & Punch) – 4:57
14. Birds & The Beez (featuring Kendrick Lamar) – 4:20
15. Rolling Stone (Black Hippy) (Bonus track) – 3:36